# Brighton (Ontario)
Brighton to miejscowość (ang. town) w Kanadzie, w prowincji Ontario, w hrabstwie Northumberland.
Powierzchnia Brighton to 222,57 km².
Według danych spisu powszechnego z roku 2001 Brighton liczy 9449 mieszkańców (42,45 os./km²).